# Benvenuto Tisi Garofalo

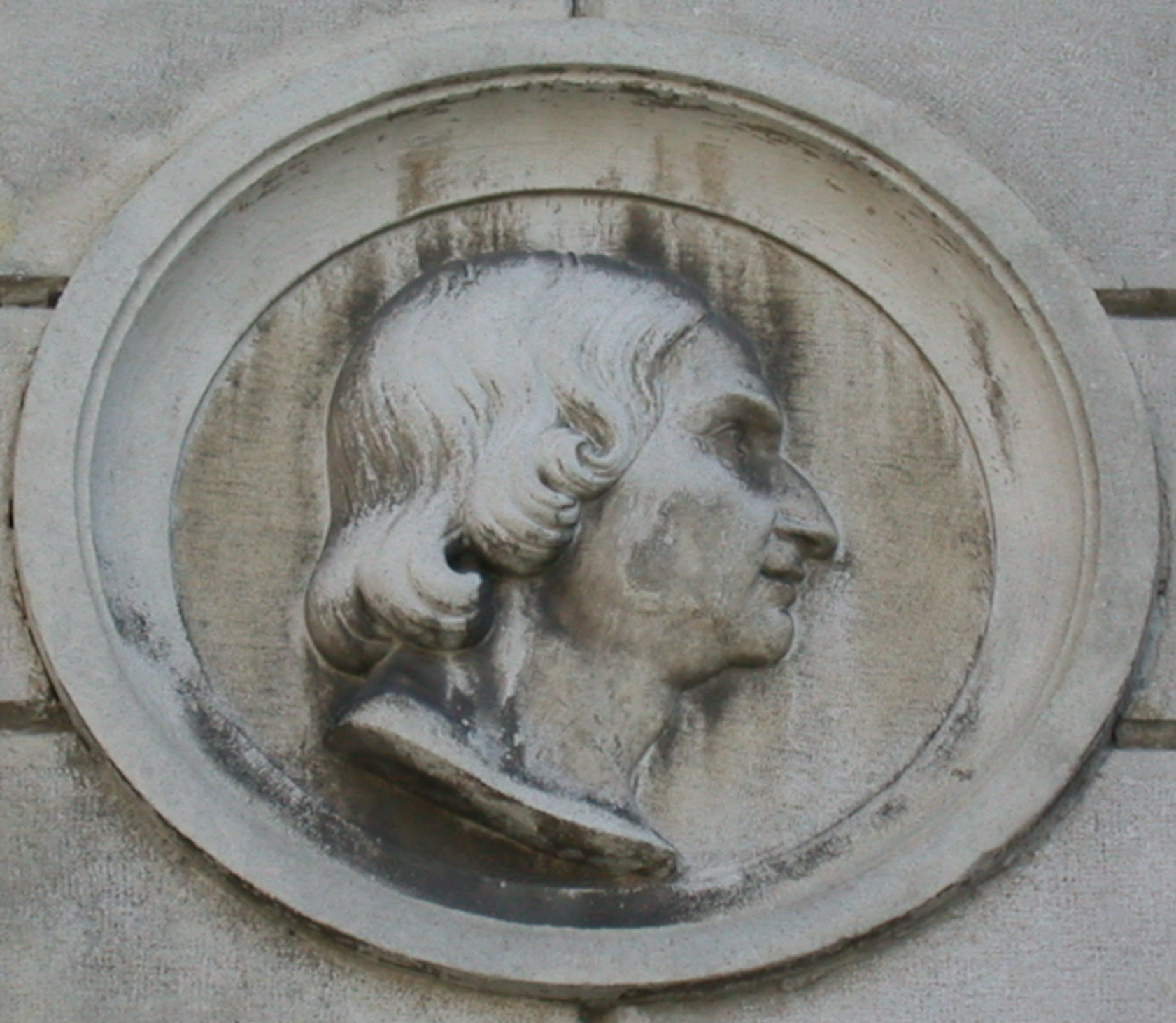
Bildnis von Benvenuto Tisi da Garofalo

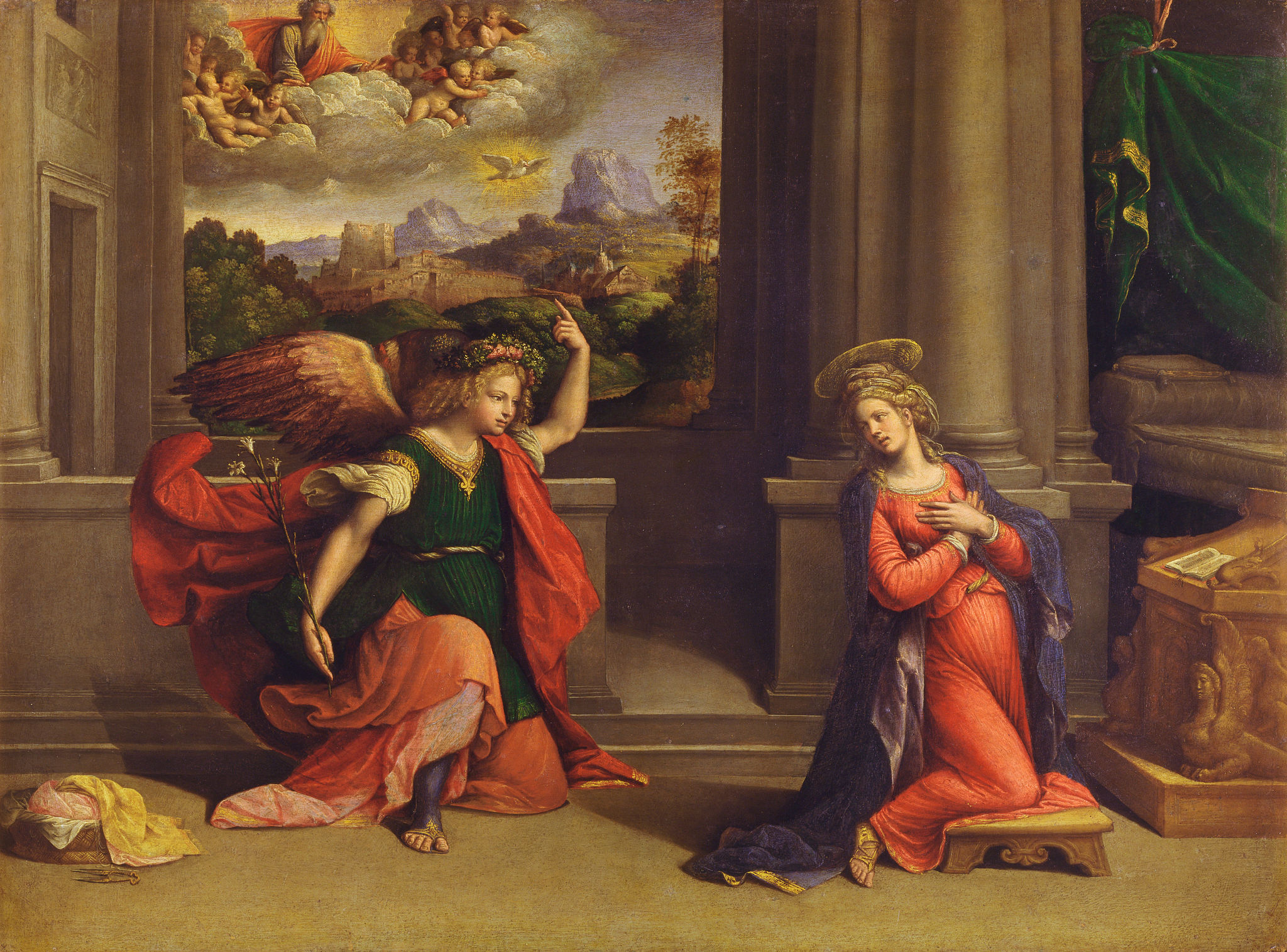
Florenz, Galleria degli Uffizi, Annunciazione (1528)

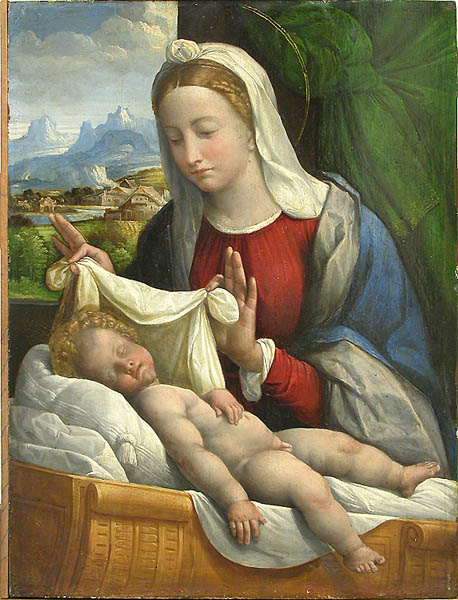
Schlafendes Jesuskind, um 1550

Benvenuto Tisi Garofalo (* 1481 in Ferrara; † 6. September 1559 in Ferrara; eigentlich Benvenuto Tisi, genannt Il Garofalo) war ein italienischer Maler.
Garofalo lernte seit 1491 bei Domenico Panetti in Ferrara und begab sich 1498 auf die Wanderschaft, die ihn zu Boccaccio Boccaccini in Cremona führte. Im Januar 1499 verließ er diesen heimlich und ging nach Rom, wo er sich dem Florentiner Giovanni Baldini angeschlossen haben soll. 1501 siedelte er nach Bologna über, wo er zwei Jahre bei Lorenzo Costa der Ältere blieb, kehrte aber 1504 nach Ferrara zurück und arbeitete hier mehrere Jahre mit den Gebrüdern Dossi, Battista Dossi und Dosso Dossi, zusammen. Er schuf u. a. auch Deckenmalereien, wie die in einer Erdgeschoss-Halle des Palazzo Costabili in Ferrara.
1509 begab er sich zum zweiten Mal nach Rom, schloss sich hier an Raffael an und bemühte sich, seinen lombardischen Stil an den Stil Raffaels anzupassen. Um 1512 kehrte er wieder in seine Vaterstadt zurück, wo er zahlreiche Aufträge Herzog Alfons annahm. Obwohl er seit 1530 auf einem Auge blind war, malte er weiter, bis er jedoch 1550 vollends erblindete. Garofalo starb am 6. September 1559. Seinen Beinamen erhielt er von der Nelke (Garofalo), die er im Wappen führte.

## Werkverzeichnis
- London, National Gallery, Madonna col Bambino e i Santi Domenico e Caterina, Öl auf Holz, 46 × 34 cm, circa 1500–1510
- Pavia, Pinacoteca Malaspina, Sposalizio della Vergine, Öl auf Holz, 50,5 × 32,7 cm, circa 1500–1510
- Neapel, Museo Nazionale di Capodimonte, Madonna con Bambino e San Girolamo, Öl auf Holz, 38 × 43 cm, 1510–1512
- Dresden, Gemäldegalerie Alte Meister, Maria in Anbetung des Kindes und Engel mit den Passionswerkzeugen, Holz auf Leinwand übertragen, 244 × 130 cm, 1517
- Dresden, Gemäldegalerie Alte Meister, Poseidon und Athene, Leinwand, 211 × 140 cm, 1512 Nov.
- Dresden, Gemäldegalerie Alte Meister, Mars und Venus vor Troja, Leinwand, 133,5 × 240 cm, 1543/44
- Dresden, Gemäldegalerie Alte Meister, Die Heilige Familie mit den Heiligen Joachim, Anna, Elisabeth und Johannes, Pappelholz, 41 × 57 cm, 1540/50
- Dresden, Gemäldegalerie Alte Meister, Maria mit dem Kind und den Heiligen Bernhardin von Siena, Antonius von Padua, Cäcilia und Geminianus, Pappelholz, 65,5 × 85,5 cm, um 1525
- Dresden, Gemäldegalerie Alte Meister, Der Triumph des Bacchus, Leinwand, 218 × 313 cm, 1540
- Dresden, Gemäldegalerie Alte Meister, Der Abend (Diana und Endymion), Leinwand, 94,5 × 154 cm, 1545–50
- Rom, Galleria Nazionale di Arte Antica, Ascensione di Cristo, Öl auf Holz, 314 × 204,5 cm, 1510–1520
- Ferrara, Pinacoteca Nazionale, in collaborazione con Dosso Dossi, Polittico Costabili, Öl auf Holz, 960 × 577 cm, circa 1513–1525
- Amsterdam, Rijksmuseum, Madonna col Bambino, Öl auf Holz, 61 × 46 cm, circa 1515
- Neapel, Gallerie Nazionali di Capodimonte, Circonicisione, Öl auf Holz, 39 × 54, circa 1515
- London, National Gallery: Santa Caterina d’Alessandria, Öl auf Holz, 45 × 38 cm, circa 1515–1530 (attributiert)
- London, National Gallery: Madonna col Bambino in trono e Santi. Öl auf Holz, 198 × 208 cm, 1517–1518.
- Paris, Louvre, Circoncisione, Öl auf Holz, 38 × 50 cm, circa 1519
- Wien, Kunsthistorisches Museum, Resurrezione di Cristo, Öl auf Holz, 314 × 181 cm, 1520
- London, National Gallery: Sacra Famiglia e Santi. Öl auf Leinwand, 60 × 47 cm, circa 1520
- St. Petersburg, Eremitage, Deposizione nel sepolcro, Öl auf Leinwand, 53 × 75,5 cm, circa 1520
- London, National Gallery: Visione di Sant’Agostino, Öl auf Holz, 64 × 81 cm, circa 1520
- London, National Gallery: Orazione nell’orto, Öl auf Holz, 49 × 38 cm, circa 1520–1539
- Wien, Kunsthistorisches Museum, San Rocco, Öl auf Leinwand, 94 × 51,4 cm, 1525–1530
- Wien, Kunsthistorisches Museum: Noli me tangere. Öl auf Leinwand, 56 × 73,3 cm, 1525–1530
- London, National Gallery: Un sacrificio pagano. Öl auf Leinwand, 128 × 185 cm, 1526
- Neapel, Gallerie Nazionali di Capodimonte: San Sebastiano. Öl auf Holz, 37 × 30 cm, circa 1526
- London, National Gallery: Allegoria dell’amore, Öl auf Leinwand, 127 × 177 cm, circa 1527–1539
- Rom, Pinacoteca Capitolina, Annunciazione, Öl auf Leinwand, 103 × 132 cm, 1528
- New York, Metropolitan Museum of Art, San Nicola da Tolentino resuscita un bambino, Öl auf Leinwand, 33 × 65 cm, circa 1530
- Amsterdam, Rijksmuseum: Adorazione dei Magi. Öl auf Holz, 79 × 58 cm, circa 1530
- Detroit, Institute of Arts: Sacra Famiglia con Sant’Anna, Öl auf Leinwand, circa 1530
- St. Petersburg, Eremitage: Nozze di Cana. Öl auf Leinwand, 306 × 248 cm, 1531
- Modena, Galleria Estense, Madonna col Bambino in trono e santi, Öl auf Leinwand, 286 × 162 cm, 1533
- Hampton Court, Royal Collection, Sacra Famiglia, Öl auf Holz, 42 × 55 cm, 1533
- Miami, Lowe Art Museum, Madonna col Bambino in gloria, Tempera und Öl auf Holz, 39 × 26 cm, circa 1535
- Amsterdam, Rijksmuseum: Sacra Famiglia, san Giovannino, san Zaccaria e santa Elisabetta. Öl auf Holz, 51 × 37 cm, circa 1535
- Florenz, Galleria degli Uffizi, Annunciazione, Öl auf Holz, 55 × 76, 1528
- Neapel, Gallerie Nazionali di Capodimonte, Adorazione dei Magi, Öl auf Holz, 78 × 55 cm, ca. 1540
- Vatikanstadt, Pinacoteca Vaticana, La Vergine appare ad Augusto e alla Sibilla, Öl auf Holz, 143 × 118 cm, 1544
- Mailand, Pinacoteca di Brera, Annunciazione, Öl auf Leinwand, circa 1550
- El Paso, Museum of Art: Circoncisione di Cristo. Öl auf Leinwand, 48 × 60 cm, circa 1550
- Isola di Fondra (Bergamo), Annunciazione, Chiesa di San Lorenzo, circa 1500
- Voghiera (FE)